# Braseiro (álbum)
Braseiro é o álbum de estreia da cantora Roberta Sá. Foi lançado em 2005 e conta com participações especiais de Ney Matogrosso, MPB4 e Pedro Luís e a Parede, bem como com canções de compositores já consagrados do samba, como Chico Buarque, e novos nomes da música brasileira, como Rodrigo Maranhão (da banda Bangalafumenga), Marcelo Camelo (ex-integrante da banda Los Hermanos), Teresa Cristina, Pedro Luís.

## Lista de faixas
| N.º | Título                                                | Compositor(es)                                | Duração |  |
| 1.  | "Eu Sambo Mesmo"                                      | Janet de Almeida                              | 3:19    |  |
| 2.  | "Pelas Tabelas"                                       | Chico Buarque                                 | 3:53    |  |
| 3.  | "No Braseiro" (participação de Pedro Luís e a Parede) | Pedro Luís                                    | 3:46    |  |
| 4.  | "Casa Pré-Fabricada"                                  | Marcelo Camelo                                | 4:02    |  |
| 5.  | "Lavoura" (participação de Ney Matogrosso)            | Pedro Amorim, Teresa Cristina                 | 3:53    |  |
| 6.  | "Ah, Se Eu Vou"                                       | Lula Queiroga                                 | 3:17    |  |
| 7.  | "A Vizinha do Lado"                                   | Dorival Caymmi                                | 3:19    |  |
| 8.  | "Valsa da Solidão"                                    | Hermínio Bello de Carvalho, Paulinho da Viola | 4:25    |  |
| 9.  | "Cicatrizes" (participação de MPB4)                   | Miltinho, Paulo César Pinheiro                | 3:24    |  |
| 10. | "Olho de Boi"                                         | Rodrigo Maranhão                              | 2:26    |  |